# アングリマーラ経
『アングリマーラ経』（アングリマーラきょう、巴: Aṅgulimāla-sutta, アングリマーラ・スッタ）とは、パーリ仏典経蔵中部に収録されている第86経。『央掘摩経』（鴦掘摩経、おうくつまらきょう）とも。
類似の伝統漢訳経典としては、『鴦掘摩経』（大正蔵118）、『鴦崛髻経』（大正蔵119）、『央掘魔羅経』（大正蔵120）などがある。
凶悪な殺人鬼だったアングリマーラが改心して仏道に入り、阿羅漢へと至る様を描く。

## 構成

### 登場人物
- 釈迦
- アングリマーラ --- 殺人鬼。後に出家して阿羅漢となる。
- パセーナディ --- コーサラ国の王。

### 場面設定
ある時、釈迦は、コーサラ国サーヴァッティー（舎衛城）のアナータピンディカ園（祇園精舎）に滞在していた。
これまで９９人を殺し、殺した人の指を切り取って首飾りにしていた殺人鬼アングリマーラが、１００人目に自分の母親に手をかけようとした時、釈迦が現れる。アングリマーラは釈迦に目を付け追いかけるも、釈迦が神通を発揮してなかなか追いつけない。止まれと命令するアングリマーラに、釈迦はアングリマーラこそ怒りに動かされずに止まるべきであることを指摘する。アングリマーラは愕然として跪き、出家を懇願する。釈迦はそれを受け入れ、アングリマーラは出家者となる。
アナータピンディカ園（祇園精舎）に釈迦と共に滞在しているアングリマーラを見て、町の人々が怖がり、パセーナディ王に訴え出る。翌朝パセーナディ王は軍隊を率いてアナータピンディカ園（祇園精舎）を訪れると、釈迦がその理由を問う。王がアングリマーラを捕らえに来たことを告げると、釈迦はすぐ傍に坐っている比丘こそアングリマーラであり、彼はもう無害で恐れる必要は無いと述べる。王は一瞬恐れおののいたが、アングリマーラの様子を見て、自分達が力で治められなかった彼を釈迦は治めたと感嘆し帰っていく。
アングリマーラが托鉢に行くと、彼に殺された人たちの親族から石を投げられ、暴行され、流血し、衣は敗れてしまう。釈迦はそんな彼に耐えよと告げる。アングリマーラも毎日、托鉢を続け、暴行を受け続けた。
ある日、アングリマーラは托鉢中に難産で苦しむ女を見かけたが、どうすることもできず、すぐ帰ってこれを釈迦に告げると、釈迦はアングリマーラに、女の元に行って「自分は生まれてから今まで殺生したことが無い。この言葉が真実であるならば、あなた方母子に幸福が訪れるように」と声をかけるように命じる。アングリマーラはかつての行動を思い、それは嘘を言うことになってしまう、と釈迦に答える。すると釈迦は「自分は聖なる生まれに生まれてから今まで殺生をしたことが無い。この言葉が真実であるならば、あなた方母子に幸福が訪れるように」と声をかけるように、再度命じる。アングリマーラがそれを実行すると、女は無事出産することができた。
やがてアングリマーラは精進し、煩悩の根を断ち、阿羅漢となる。アングリマーラは、放逸、悪業、殺生を成さなくなった現在の自分を振り返り、歓喜の詩を謳う。

## 日本語訳
- 『南伝大蔵経・経蔵・中部経典3』（第11巻上） 大蔵出版
- 『パーリ仏典 中部（マッジマニカーヤ）中分五十経篇II』 片山一良訳 大蔵出版
- 『原始仏典 中部経典3』（第6巻） 中村元監修 春秋社